# Луганда језик
Ганда језик, Луганда (/luːˈɡændə/, Oluganda), је главни језик у Уганди, говори га пет милиона Ганда и други људи углавном из Јужне Уганде, укључујући и главни град Кампалу. Спада у Банту грану Нигер-конгоанске језичке породице. Типолошки, то је веома аглутинативни језик са субјекат-глагол-објекат редом речи у реченици и номинатив-акузатив морфосинтактичким поравнањем.
Са око четири милиона изворних говорника у Буганда региону и милион других који течно говоре овај језик, то је најчешће говорени језик од свих језика у Уганди. Као други језик следи енглески језик којем претходи свахили. Језик се користи у неким основним школама у Буганди како ученици почну да уче енглески, службени језик Уганде. До 1960. ганда језик је такође био званични језик наставе у основним школама у Источној Уганди.